# Гай Норбан Флакк
Гай Норбан Флакк (лат. Gaius Norbanus Flaccus; ? — після 25 до н. е.) — політичний та військовий діяч Римської республіки, консул 38 року до н. е.

## Життєпис
Походив зі стану вершників. Син Луція Норбана, претора 72 року до н. е. Прихильник популярів. Підтримував Гая Цезаря під час громадянської війни з Гнеєм Помпеєм. У 43 році до н. е. став претором. Був легатом Марка Антонія і Октавіана Августа у 42 році до н. е. під час війни  проти вбивць Цезаря — Марка Юнія Брута й Гая Кассія Лонгіна. Очолював разом з Децидієм Саксом авангард у Фракії. Добре виявив себе у битві при Філіпах. За це став консулом разом з Аппієм Клавдієм Пульхром.
У 36 році до н. е. став проконсулом в Іспанії. Тут переміг у 34 році до н. е. племена іберів, за що отримав тріумф. У 31 році до н. е. отримав посаду проконсула провінції Азія. 
Останні відомості про Норбана датуються 25 роком до н. е. у зв'язку з головуванням на сенатському засіданні, де обговорювалася угода з містом Мітилена. Втім сенат вже був не уповноважений ухвалювати рішення щодо міжнародних угод. Тому за наказом Флакка голова посольства поет Крінагор вирушив до Тарракони, де знаходився Август.

## Родина
Дружина — Корнелія Бальба, донька Луція Корнелія Бальба Молодшого
Діти:
- Гай Норбан Флакк, консул 24 року до н. е.